# Núcleo Museológico de Vaqueiros
O Núcleo Museológico de Vaqueiros, igualmente conhecido como Núcleo Museológico Vidas do Campo, é um museu situado na freguesia de Vaqueiros do Município de Alcoutim, no Distrito de Faro, em Portugal.

## Descrição
Este museu está instalado num antigo edifício de uma escola primária, na Rua do Poço Novo, no interior da localidade de Vaqueiros. Apresenta uma exposição permanente, intitulada de Vidas do Campo, sobre o ambiente quotidiane tradicional da região, através da explicação dos vários processos ligados à agricultura e vida caseira, com destaque para a alimentação, e exposição de vários produtos locais.
O museu não se encontra permanentemente aberto, sendo necessária, para a visita, uma marcação prévia junto da Divisão de Cultura, Turismo e Desporto do Município de Alcoutim.